# Trévoux
Trévoux je francouzská obec v departementu Ain v regionu Auvergne-Rhône-Alpes. V roce 2012 zde žilo 6 714 obyvatel. Leží na řece Saôně. Je centrem kantonu Trévoux

## Poloha
Leží na řece Saôně u hranic departementu Ain s departementem Rhône a Métropole de Lyon. Sousední obce jsou Ambérieux (Rhône), Quincieux (Métropole de Lyon), Reyrieux, Saint-Bernard a Saint-Didier-de-Formans.

## Vývoj počtu obyvatel
Počet obyvatel